# День парашутиста
День парашутиста (день скайдайвера) — неофіційне свято українських професіоналів та любителів парашутизму, що відмічається щорічно 26 липня. Також свято відмічається у інших країнах, зокрема у Казахстані, Білорусі, Росії.

## Історія свята

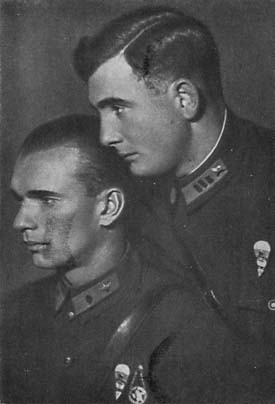
Перші радянські парашутисти Леонід Мінов та Яків Мошковський

У 1929 році комбриг ПС ЧА Леонід Мінов у складі радянської торговельної організації «Амторг» відвідав завод компанії «IRVIN-GQ» в місті Буффало, штат Нью-Йорк, де ознайомився з рятівними парашутами, що випускалися заводом, і зробив декілька стрибків - 13 червня 1929 року він зробив стрибок з парашутом з висоти 500 метрів, всього ж за період відрядження він здійснив 3 стрибки. Після повернення у СРСР Мінов був призначений на посаду інструктора по парашутній підготовці ПС ЧА і до літа 1930 року провів теоретичну підготовку для 30 добровольців 11-ї авіаційної бригади Московського військового округу.
26 липня 1930 року під Вороніжем 5 радянських льотчиків і механиків (Мошковський, Єгоров, 3ахаров, Коваленков, Кухаренко, Мухін, Поваляєв, Пойдус, Філіпов, Фрейман, Черкашин), очолювані Міновим вперше у СРСР зробили серію тренувальних стрибків з літака. Перший показовий стрибок (фактично — перший навчально-тренувальний стрибок з парашутом в СРСР) Мінов зробив особисто. Слідом за ним стрибнув відомий льотчик Яків Мошковський.
Для стрибків використовувалися американські парашути компанії «IRVIN-GQ», закуплені в результаті поїздки Мінова у США. Усього ж, за час проведення зборів 26 - 29 червня, було виконано 59 тренувальних і показових стрибків з парашутом.
Перший досвід, отриманий у 1930 році, дав поштовх для подальшого розвитку парашутизму у СРСР.
Вже до кінця 1931 року радянські парашутисти виконали близько 600 тренувальних і показових стрибків.
Захоплення було настільки популярним, що у міських парках культури і відпочинку встановлювалися «парашутні вишки», з яких міг стрибнути будь-хто бажаючий.

## Зовнішні посилання
- День парашутиста (Календар work.ua) [Архівовано 17 липня 2018 у Wayback Machine.]
- День парашутиста (Календаріум) [Архівовано 9 серпня 2017 у Wayback Machine.] (рос.)